# 大上海都市计划
大上海都市计划是上海市政府于1945年抗日战争结束后为指导战后城市建设组织编制的城市总体规划，为上海结束租界历史之后，首次编制的上海市完整的城市总体规划，也是中国编制的第一部现代总体规划。本计划从1945年10月开始到1949年6月编制，共历经三稿编制，其中三稿是在中国共产党占领上海之后完成，1950年7月经上海市市长陈毅批准刊印，书内彩色表现图于文化大革命期间遭毁。2014年6月27日，同济大学出版社和上海市城市规划设计研究院联合出版《大上海都市计划》，分为影印版和整编版。

## 编制过程

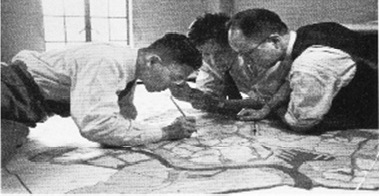
大上海都市计划主要参与专家钟耀华、程世抚、金经昌在绘制第三稿

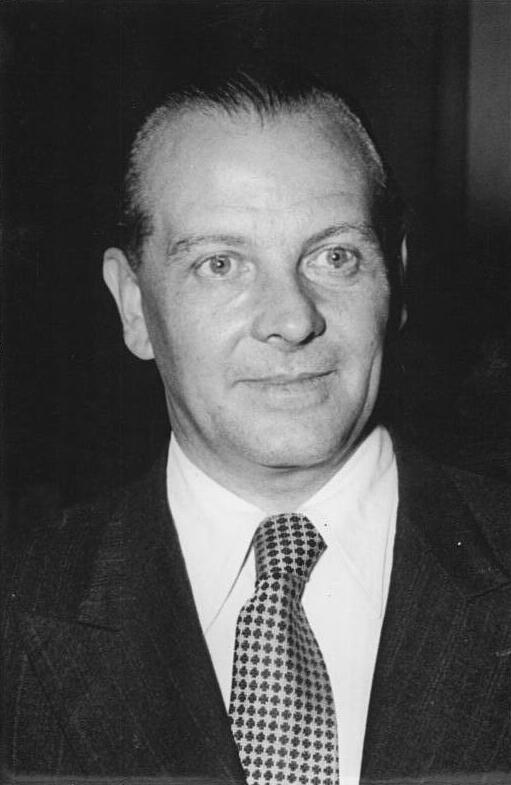
大上海都市计划编制过程中为数不多的外国人鮑立克

1945年10月，本计划开始编制，由上海市工务局召集专家召开技术座谈会，讨论都市计划工作，并于1946年1月设立技术顾问委员会；3月，成立都市计划小组；1946年8月，正式成立上海市都市计划委员会。计划委员会由時任上海市市长吴国桢兼任“上海市都市计划委员会主任委员”，工务局局长赵祖康任“当然委员兼执行秘书”，并聘任18个委员和8个委员。下轄科組共有7个，分别是土地组、交通组、区划组、房屋组、卫生组、公用组和财务组。此外還设有“上海市工务局技术顾问委员会都市计划小组研究会”和“上海市都市计划总图草案”制作组。
初稿于1946年6月拟成，1946年12月编印；1947年5月拟成二稿，1948年2月编印二稿；二稿完成后的两年中，因缺乏联系，使总图设计工作陷于停顿状态:下:511，1949年3月23日，赵祖康邀请德国建築師鮑立克、程世抚、钟耀华、金经昌等座谈，要求他们从速编制上海市都市计划总图三稿。鮑氏等4人在5月基本完成《大上海都市计划三稿初期草图》及说明书。5月27日，中国共产党占领上海，赵祖康在征得陈毅批准后，继续编制三稿，6月6日完成《大上海都市计划总图三稿初期草案》，最终1950年7月经陈毅批准刊印。赵祖康等4人在三稿结尾「书后」一章说道:下:511：
|                                                                                | 上海都市计划总图自一九四七年五月完成二稿以后，曾经开过很多次会议来商讨。并征询各方意见。两年来个别进行中的研究工作，虽有相当成果，但因缺乏联系，总图设计工作逐陷于停顿状态。今年三月二十三日执行秘书赵祖康先生负成笔者四人从速设计绘制总图三稿。于五月二十四日完成至现在阶段。本市解放后，即开始草拟说明。本图能克服许多困难进行至现在阶段，端赖姚世濂组长热心协助和鼓励。本图港口地位，客流系参照韩布葛林荣向两君建议，人口数字，参照吴之翰网正本两君的先后估计。公共建筑方面，会征询顾培恂君意见，绘图计算方面，承高言洁，张迺华，沈兆铃，金泽芳，唐畅园，吴信忠诸君热心帮忙，仅一并表示谢意，本图仓促绘制，缺点甚多，尚待改进。 |
| ——鮑立克、钟耀华、程世抚、金经昌，《上海市都市计划总图三稿初期草案说明》，书后 | |

## 内容
计划分为三稿，其中每稿的涉及范围并不完全相同。一稿对人口预测、土地使用、交通和公用事业作了基本的概况介绍和规划准则。二稿对这些内容进行细化。三稿为最短的一篇，仅有4章，进一步细化修改调整:上:15。除了正文之外，还制作了《大上海都市计划研究报告》，分为十个专题，包括铁路、港口、绿地等系统性规划和准则。原先初稿中规划范围为上海市及周边地区，编制初稿完后市政府明确市界以外地带不再考虑，因此三稿中只考虑上海地区规划。
该计划采用当时国际上较新的理论，如田园城市、有机疏散、卫星城镇、邻里单位、区域规划，以及功能分区的布局结构、道路分级的交通系统、调查分析的编制方法、严格详尽的控制指标都在这部规划中得到体现，标志着现代主义城市规划理论和编制模式在上海基本确立。
初稿在基本准则一章中，确定上海为一港埠都市，亦将为全国最大工商业中心之一:下:17。

### 人口预测
人口方面将1885年-1935年之人口增加数字，用复利公式计算求得平均增长率再以1946年人口数字为起点，求得曲线，推知上海市在2000年人口约为1500万人，而25年后的人口应为700万。当时上海市面积为893km²，以全市平均密度每平方公里1万人计算，推算本市最高人口容量应为700万人，对于过剩人口的处理则通过建立卫星城镇疏散:下:17。
2000年的中华人民共和国第五次人口普查中上海常住人口为1674万，与预测相差约为174万。

### 土地使用

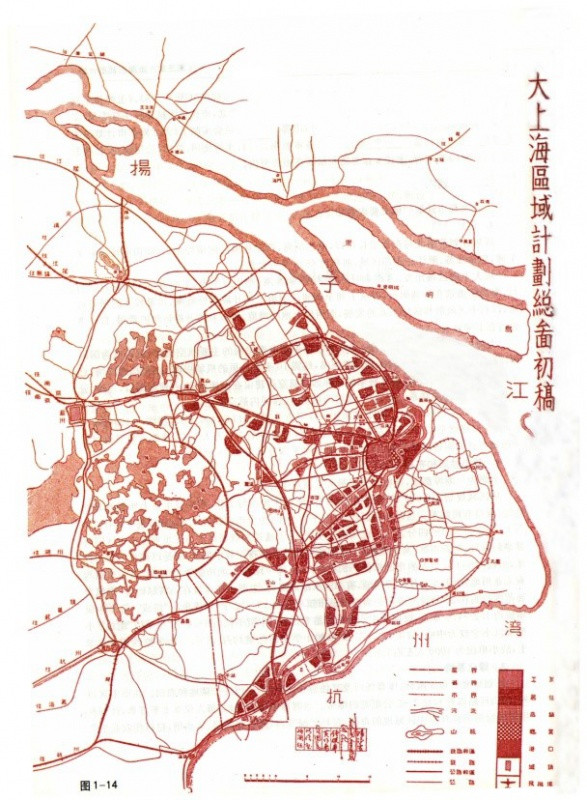
大上海都市计划第一稿土地使用规划

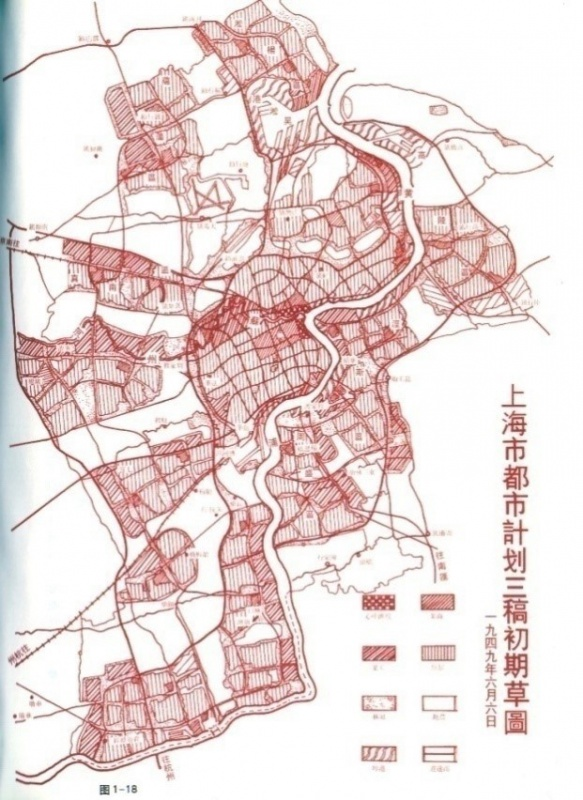
大上海都市计划第三稿土地使用规划，值得注意的是，第三稿的总图相比第一稿在浦东地区开发的地区增大了许多。

在土地方面对于建立卫星城镇方面提出将城市由小到大规划，依照功能分区分为小单位、中级单位、市镇单位、市区单位、市区本部和大上海区域。按照邻里单位的概念，规定住处与工作地点距离须在30分钟步程内；学生上学道路须在15分钟步程内；各个划分上的「小单位」须设有日用品和食物商店并在步程10分钟之内；在市区及绿化带内须有游憩场所及设备，须在步程30分钟内；行政机构须在住宅步程45分钟距离内:下:20。并在建成区外围兴建宽度0.5km到1km的绿地带环绕，分离市区和新市区，防止市区带状发展，建议在这些绿地带内建立自行车带、公园、运动产甚至发展农业:下:22。
三稿内将上海市分为11个区，包括淞场、蕴藻、殷江、真南、蒲虹、莘宝、曹塘、闵马、高陆、泾斯、周盛，各区彼此间用绿地隔离，区内居民一切日常生活需要均能在区内求得。合计居住面积190.4km²、商业面积11.7km²、工业面积80km²、交通面积51.8km²、城镇面积及绿地之和面积333.9km²、绿地面积188km²、规划总面积521.9km²:下:502。
此外还对各种产业用地进行计算，并对住宅样式和住宅与住宅间的距离进行统一规定:下:492-501。

### 交通运输
码头方面，建议将码头集中在吴淞蕴藻浜口，总面积达19平方公里，将来年吞吐量1亿吨:下:94。为了码头需要，建议在乍浦和黄浦江见开辟运河:下:91:下:31，若要设立自贸区则在乍浦设立:下:31，渔业码头建议在金山设立，以供给长江三角洲和长江流域，利用接连乍浦港的设备，近期则在吴淞港区建立渔港:下:92。
铁路规划三条货运线，将京沪、沪杭线改为双轨:下:31。客运以上海北站为总站，与规划中的电车结合，成为远近程交通的中点:下:507。市镇铁路系统设立6条辐射线（详见上海地铁历史）:下:98，将市区内各个铁路进行高架化，在近期采用柴油电力或柴油车头:下:100。
区域公路规划6条公路：1号公路由吴淞港经蕴藻浜、南翔、松江而到乍浦，绕过所有市镇中心；2号公路由乍浦经松江达昆山；3号公路由上海经昆山、苏州而达昆山、4号公路由上海经吴淞、浮桥而到常熟；5号公路由上海经青浦到达太湖；6号公路由乍浦经松江、太仓、福山而达江阴，为一条环线。将中山路拓宽成为环线，并设立6条干路和5条高速干道:下:33。
航空方面规划，大场机场将作为国际航线和国内远程航线机场，龙华机场主要供国内航线使用:下:100。

### 浦东设置码头问题
令人注意的还有对于浦东地区的开发问题。初稿中，提出多建桥梁或隧道费用浩大，少建则会使交通集于一点，而浦西发展时这些桥梁势必经过建成区域，与都市规划原则相抵触，使浦西地区勇蒙其害。初稿的总图中，除沿江一带发展住宅外，其余均作为田地，由于只和浦西有一江之隔，被认为发展农业是最经济的措施，在近期时也不用建立桥梁或隧道，用渡轮代替，为最经济的选择。二稿中对这些问题进行了具体说明：若造桥则要高出水平位190英尺（约57.9m），公路运用3%的坡度，要6300英尺（约1920.4m）引桥，这种建筑将成为上海永久的遗憾；若造隧道，要在水位下80英尺（约24.38m）以下建设，3%的坡度也需建造2700英尺（约822.96m）的引道，浦东地区无适当的入口地点，浦西出口则势必要经过市中心，使中区交通问题无法解决。建议浦东地区人口为70万人，可以帮助中区人口疏散，也可分散中区交通:下:30:下:93。
对这个问题，在秘书处第二次联席会议中也进行讨论：陸謙受认为坡度过大，且因为龙华机场跑道规划为3000m，因此10km范围内不能有150英尺的建筑物，只能建设隧道。他认为可在龙华嘴、杨树浦、华泾、周家渡、吴淞建立坡度为3%的隧道。而浦东发展为港口、工业区和住宅区完全取决于规划者。施孔怀则提出在美国隧道坡度为7%，可以减少长度降低造价，卢宾侯则认为若采用电气化火车也可增大坡度降低造价:下:263-267。之后秘书处第三次联席会议也做出了讨论，对于是否在浦东建立码头、工业区的问题出席会议的双方没有达成一致，预计将请示市长后再行决定，同时浦东仍须暂予利用:下:268-271。

## 评价
大上海都市计划中，从城市战略方面借鉴了大伦敦规划思想，比如大区域、环城绿带做法，但具体落地的时候又借鉴纽约的区划做法，同时也考虑到要尽可能避免纽约伦敦发展中的缺陷，明确指出不能采用美国那种跟着公路蔓延的方式，而是有机疏散组团式布局模式，城市规划的新理念新思想。本计划大量采用现代欧美现代主义城市规划理念，虽然最终只停在纸面上没有实现，但被认为对上海日后的城市规划和建设产生了深远影响，并对上海发展建设具有重要指导意义，开启中国现代城市规划的先河。
同济大学教授李德华认为：「大上海都市计划的编制在国内的城市规划工作中引入了理性主义和科学的原则，彻底抛弃了形式主义，可以说对城市规划理念进入国内城市规划领域发挥了重要作用。虽然最终大上海都市计划并没有付诸实施，但在后来上海的城市规划中仍然可以看到它深远的影响，包括现在城市规划界仍然熟知的功能分区、邻里、有机疏散等等理论，都是那时候提出来的。另外还有卫星城镇、根据交通功能划分道路性质等，今天已经被我们实践了。」
同济大学教授孙施文认为，大上海都市计划与1944年的大伦敦规划，把当时很多城市规划理念结合在一起，探索未来发展的可能性。比如人口预测、空间安排、城市内部的以及城市与区域之间的理论做了很好的运用。而且两者的年份也差不多，非常类似，因此大上海都市计划在当时是跟国际接轨的，跟当时世界先进城市规划理念和水平是一致的，站在世界前沿的。